# الشارف بن خيرة
الشيخ الشارف بن خيرة شاعر جزائري من مواليد 1918 بيلل ولاية غليزان توفي عام 1990 م  بمسقط رأسه يعد الشاعر من أحفاد سيدي لخضر بن خلوف وكان ملهما للعديد من الفنانين على غرار كالشيخ حمادة واحمد تيارتي والجيلالي عين تدلس ومحمدالبوسكي ومحمد المماشي وبالخياطي والميلودالفيلاري.

## قصائده
- يا ذا العڤاب فارقت صربة الزدامة [3]
- يا الطالب داويني بدواك [4]
- المشيخة [5]